# Engadyńskie Okno Tektoniczne
Engadyńskie Okno Tektoniczne – jedno z dwóch wybitnych okien tektonicznych we Wschodnich Alpach Centralnych. 

## Tektonika
Engadyńskie Okno Tektoniczne tworzy niezbyt duży obszar we Wschodnich Alpach Centralnych na terenie Dolnej Engadyny (szwajcarski kanton Gryzonia) o charakterze okna tektonicznego.  W oknie tym odsłaniają się osadowe skały przeważnie wieku jurajskiego spod niezgodnie leżących na nich starszych skał metamorficznych.  Otaczające okno tektoniczne utwory metamorficzne stanowiące zapewne jądra płaszczowin zostały oderwane od podłoża na skutek ruchów górotwórczych orogenezy alpejskiej i nasunięte na młodsze od nich jurajskie skały osadowe.  Engadyńskie Okno Tektoniczne powstało na skutek erozji nasuniętych, metamorficznych skał nadkładu.
Drugim, znacznie większym, wybitnym oknem tektonicznym we Wschodnich Alpach Centralnych jest Tauryjskie Okno Tektoniczne.